# Jordi Tarrés
 (juillet 2016).
Si vous disposez d'ouvrages ou d'articles de référence ou si vous connaissez des sites web de qualité traitant du thème abordé ici, merci de compléter l'article en donnant les références utiles à sa vérifiabilité et en les liant à la section « Notes et références ».
Pour les articles homonymes, voir Tarrés (homonymie).
Jordi Tarrés Sánchez, né le 10 septembre 1966 à Rellinars (province de Barcelone, Espagne), est un pilote espagnol de trial. Il a remporté le championnat du monde sept fois ce qui en fait un des pilotes les plus titrés de l'histoire de la discipline.

## Biographie
Jordi Tarrés naît dans une famille de la classe moyenne. Il abandonne tôt les études. Il découvre le trial par l'intermédiaire de son frère aîné Francesc qui prend part au championnat d'Espagne. Jordi Tarrés commence par le trial à vélo, obtenant un titre de champion d'Europe de Trialsin. Après ce succès, il obtient le sponsoring du commerce de motos d'Antoni Trueba. En 1983, Jordi Tarrés participe à quelques épreuves juniors. 
En 1984, il débute dans le championnat d'Espagne et remporte une des épreuves.
En 1985, Jordi Tarrés débute en championnat du monde et dès l'année suivante, il remporte sa première victoire en Grand Prix. Il finit à la 4e place du classement général.
En 1987, Jordi Tarrés devient champion du monde pour la première fois. Il est le premier Espagnol qui s'impose dans ce sport. À partir de ce moment, il domine pendant plusieurs années le championnat du monde.
En 1991, il est champion du monde pour la quatrième fois à l'âge de 25 ans. Ses quatre premiers titres sont obtenus avec une moto officielle de la marque italienne Beta.
Il perd son titre mondial en 1992 face au Finlandais Tommy Ahvala.
À la fin de 1992, Jordi Tarrés rejoint la marque Gas Gas et remporte les titres mondiaux de 1993, 1994 et 1995.
Jordi Tarrés met un terme à sa carrière à la fin de 1997. Il devient directeur sportif de Gas Gas, poste qu'il occupe jusqu'en 2006.
Il crée ensuite sa propre équipe, le Spea Trial Tarrés, conçue comme un espace d'apprentissage et de compétition pour les jeunes pilotes. Les pilotes Francesc Moret, Pere Borrellas et son neveu Pol Tarrés font partie de l'équipe.